# Biskupi Sicuani
Biskupi Sicuani – biskupi diecezjalni prefektury terytorialnej, a od 2020 diecezji Sicuani.

## Biskupi

### Biskupi diecezjalni
| Lata urzędowania | Biskup                         | Uwagi                                                    |
| ---------------- | ------------------------------ | -------------------------------------------------------- |
|                  | Nevin William Hayes OCarm      | prefekt w latach 1959–1970                               |
|                  | Alban Edward Quinn OCarm       | administrator apostolski sede vacante w latach 1971–1999 |
|                  | Miguel La Fay Bardi OCarm      | prefekt w latach 1999–2013                               |
| 2020–2024        | Pedro Alberto Bustamante López | prefekt w latach 2013–2020; następnie biskup Huánuco     |
| od 2024          | César Augusto Huerta Ramírez   |                                                          |